# Australomimetus stephanieae
Espèce
Australomimetus stephanieae est une espèce d'araignées aranéomorphes de la famille des Mimetidae.

## Distribution
Cette espèce est endémique du Wheatbelt en Australie-Occidentale,.

## Description
Le mâle holotype mesure 3,28 mm et la femelle paratype 4,44 mm.

## Étymologie
Cette espèce est nommée en l'honneur de Stephanie M. Alpers.

## Publication originale
- Harms & Harvey, 2009 : Australian pirates: systematics and phylogeny of the Australasian pirate spiders (Araneae: Mimetidae), with a description of the Western Australian fauna. Invertebrate Systematics, vol. 23, p. 231-280.